# Марія Хосе Лопес Еррера
Марія Хосе Лопес Еррера (ісп. María José López Herrera; нар. 9 жовтня 1984) — колишня мексиканська тенісистка.
Найвищу одиночну позицію світового рейтингу — 450 місце досягла 13 Dec 2004, парну — 431 місце — 7 Mar 2005 року.
Здобула 1 парний титул туру ITF.

## Фінали ITF

### Одиночний розряд: 1 (0–1)
| Результат | Дата           | Турнір          | Покриття | Суперниця   | Рахунок  |
| --------- | -------------- | --------------- | -------- | ----------- | -------- |
| Поразка   | 5 вересня 2004 | Мехіко, Мексика | Тверде   | Джулія Коен | 4–6, 4–6 |

### Парний розряд: 1 (1–0)
| Результат | Дата           | Турнір                    | Покриття | Партнерка     | Суперниці                     | Рахунок       |
| --------- | -------------- | ------------------------- | -------- | ------------- | ----------------------------- | ------------- |
| Перемога  | 24 червня 2001 | Кане-ан-Руссійон, Франція | Ґрунт    | Раїса Гуревич | Соня Дельгадо Veronica Rizhik | 4–6, 7–5, 6–4 |